# Tapajósmierpitta
De  tapajósmierpitta (Myrmothera subcanescens) is een zangvogel uit de familie Grallariidae (mierpitta's). De vogel werd in 1927 door de Amerikaanse ornitholoog  Walter Edmond Clyde Todd geldig beschreven als ondersoort M. campanisona subcanescens  . De vogel is endemisch in Brazilië.

## Verspreiding en leefgebied
De vogel komt voor in het Amazonebekken van zuidelijk en midden Brazilië. 